# 脇村春夫
脇村 春夫（わきむら はるお、1932年1月15日 - ）は、日本の実業家、元アマチュア野球選手。第5代日本高等学校野球連盟会長（2002年11月 - 2008年11月）。現在は、公益財団法人脇村奨学会代表理事。博士（経済学）（大阪大学）。
脇村禮次郎と祐子（正田貞一郎の三女）との子として東京府東京市小石川区（現：東京都文京区）に生まれる。祖父は田辺市名誉市民・脇村市太郎、正田貞一郎。おじに経済学者・脇村義太郎、鉱物学者・正田篤五郎、数学者・正田建次郎がいる。上皇后美智子の従兄にあたる。

## 学歴・職歴
- 1951年3月 神奈川県立湘南高等学校卒業
- 1955年
  - 3月 東京大学法学部卒業
  - 4月 東洋紡績株式会社入社
- 1993年6月 同社専務取締役退任
- 1995年6月 新興産業株式会社取締役社長就任
- 1998年6月 同社取締役社長退任
- 2005年9月 大阪大学大学院経済学研究科博士課程修了。博士論文題目「日本の短繊維織物産地における大手機業経営（「産地大経営」）の戦後の展開－事例研究による発展要因、持続要因、廃業要因－」。

## 球歴
- 1949年8月 第31回全国高等学校野球選手権大会に湘南高校2年生三塁手として出場、初出場、初優勝（全国制覇）[1]。1学年後輩に佐々木信也がいた。
- 1952年4月 東京大学野球部三塁手として東京六大学リーグ戦に出場。
- 1954年4月 東京大学野球部主将を務める。リーグ通算82試合出場、267打数48安打、打率.180、0本塁打、10打点。
- 1955年8月 第26回都市対抗野球大会に東洋紡富田（四日市市）の三塁手で出場、準々決勝進出。
- 1956年 東洋紡岩国に移り、社会人野球通算3年プレイ。
- 2002年11月-2008年 日本高等学校野球連盟会長[1]。
- 2019年1月 野球殿堂顕彰者に選出される[1]。
- 2019年8月16日 第101回全国高等学校野球選手権大会開催中の阪神甲子園球場に於いて、第2試合開始前に野球殿堂表彰式が執り行われた[2]。